# موش‌های ابری
موش‌های ابری (نام علمی: Crateromys) نام یک سرده از زیرخانواده نیاموشان است.